# 메긴 켈리
메긴 켈리(Megyn Kelly, 1970년 11월 18일 ~ )는 미국의 언론인, 앵커, 전직 변호사이다. 2004년부터 2017년까지 폭스 뉴스 채널에서 근무했으며, 2017년부터 2018년까지는 NBC 뉴스 소속으로 활동했다. 타임지 선정, 2014년 세계에서 영향력 있는 100인 중 한 명이다.